# Jon Fitch
Jonathan Parker Fitch (Fort Wayne, 24 febbraio 1978) è un lottatore di arti marziali miste statunitense.
Combatte nella divisione dei pesi welter per la promozione WSOF, nella quale ha lottato per il titolo di categoria nel 2014 venendo sconfitto dal campione Rousimar Palhares.
Dal 2005 al 2013 ha combattuto nell'organizzazione Ultimate Fighting Championship, nella quale è stato un contendente al titolo dei pesi welter nel 2008 quando venne sconfitto dal campione in carica Georges St-Pierre, e venne licenziato con un record parziale di 14-3-1 quando era ancora classificato tra i primi dieci pesi welter della promozione.

## Caratteristiche tecniche
Nei suoi incontri Fitch fa affidamento quasi esclusivamente alla sua ottima lotta libera e alla sua abilità nel controllare l'avversario a terra quando vi è sopra; di grosse dimensioni per la categoria dei pesi welter, Fitch dimostra quindi di avere notevoli doti di forza e resistenza.
Il suo modo di combattere porta spesso l'incontro al termine dell'ultimo round e all'eventuale vittoria ai punti, cosa che fa di Fitch un lottatore mal visto dai fan occasionali di arti marziali miste che ritengono noiosi i match vinti dal wrestler dell'Indiana.
Seppur dotato di un wrestling offensivo di alto livello e di un grappling difensivo quasi impenetrabile, Fitch pecca clamorosamente nella difesa dai takedown ed è sterile nei tentativi di sottomissione.

## Carriera
Fitch inizia a lottare come studente dell'Università Purdue nei campionati universitari di lotta libera; qui viene allenato dall'ex lottatore dell'associazione Pride Tom Erikson, che gli permette di conoscere artisti marziali come Mark Coleman e Gary Goodridge.
Nel 2002 Fitch prende la strada delle Arti Marziali Miste nella categoria dei pesi mediomassimi: con un record di 4-2-1 ritiene di dover migliorare il proprio striking e si trasferisce a San Jose per entrare nella American Kickboxing Academy.
Fitch inanella una serie di sette vittorie consecutive e riesce a farsi ingaggiare dall'UFC, impresa non riuscitagli in precedenza quando fallì la selezione per la prima stagione del reality show The Ultimate Fighter.

### Ultimate Fighting Championship
Fitch combatte la sua prima gara UFC il 3 ottobre 2005 nella categoria dei pesi medi contro Brock Larson, vincendo per decisione unanime.
Successivamente opta per i pesi welter ed ottiene ben sette vittorie di fila contro avversari come Thiago Alves e Diego Sanchez: con otto vittorie consecutive eguaglia l'allora record della leggenda delle arti marziali Royce Gracie.
A quel punto Dana White gli concede una chance per il titolo contro il campione Georges St-Pierre il 9 agosto 2008, terminata con una vittoria del rivale canadese per decisione unanime (50-43, 50-44, 50-44); il dominio del campione in carica è stato netto con tremendi colpi portati nei confronti di Fitch.
Fitch non si perde d'animo e dopo la sconfitta patita si rialza alla grande con altre cinque vittorie consecutive, tutte per decisione unanime: anche per questa sua tendenza alla vittoria per decisione Fitch è stato spesso considerato dal pubblico e da esperti della disciplina un lottatore "noioso", non in grado di terminare un avversario con un KO o con una presa di sottomissione in quanto si affida prevalentemente ad un piano di gioco definito dai suoi detrattori lay and pray, e ciò gli è da ostacolo nell'ottenere ulteriore fiducia da Dana White nel tentativo di avere una nuova chance per il titolo.
Il 27 febbraio 2011 Fitch incappa in un pareggio contro il veterano B.J. Penn: a quel punto Fitch dichiara che l'unica ragione della sua permanenza nella categoria dei pesi welter dell'associazione UFC è la volontà di sconfiggere St-Pierre e Penn.
Il 30 dicembre 2011 perde contro una delle sorprese del torneo, Johny Hendricks, per KO dopo appena 12 secondi, interrompendo così la striscia di ben sei risultati utili consecutivi.
Torna a combattere quasi un anno dopo in Brasile contro l'astro nascente di casa Erick Silva, vincendo sempre ai punti ma in modo più spettacolare del solito, in quanto ottenne il riconoscimento Fight of the Night.
Nel febbraio 2013 subì la sua quinta sconfitta in carriera per mano dell'asso del jiu jitsu brasiliano ed ex contendente al titolo dei pesi medi Demian Maia, il quale non riuscì a passare l'incredibile difesa dalle sottomissioni di Fitch ma si impose ai punti con uno stile simile a quello che caratterizza l'atleta statunitense.
Dopo quella sconfitta l'UFC prese la decisione di ridurre notevolmente i roster delle varie categorie di peso, vista anche la migrazione dei lottatori dalla Strikeforce, e decise di tagliare anche lo stesso Fitch: terminò così la sua lunga esperienza in UFC, iniziata nel 2005, che lo ha visto come contendente al titolo nel 2008 e, con un record parziale di 14-3-1, anche come uno dei più forti lottatori della sua categoria fino al momento del suo licenziamento, quando nel ranking ufficiale dell'UFC era classificato come il peso welter numero 9 della promozione.

### World Series of Fighting
Il riconosciuto talento di Fitch gli permette di suscitare subito l'interesse delle più importanti organizzazioni di MMA del Nord America e già a marzo firma con la promozione emergente World Series of Fighting.
Il suo debutto nell'organizzazione è pessimo: nel rematch contro Josh Burkman Fitch viene messo giù da due colpi in linea dritta del suo avversario che poi da terra chiude una ghigliottina in appena 0:41 dall'inizio del match, Fitch sviene e Mazzagatti,l'arbitro del match, non se ne accorge; fortunatamente ad accorgersene è Burkman che lascia spontaneamente la presa. Dopo 31 incontri da professionista Fitch venne così sconfitto per sottomissione.
In ottobre affronta e sconfigge con grande fatica il brasiliano Marcelo Alfaya (record: 15-6).
Nel luglio 2014 avrebbe dovuto lottare per il titolo di categoria contro il campione in carica Rousimar Palhares, ma l'atleta brasiliano dovette dare forfait per motivi personali ed il match saltò: a Fitch venne quindi assegnato l'ex contendente al titolo dei pesi welter UFC ed ex campione dei pesi medi Strikeforce Jake Shields, ma anche quest'ultimo non fu del match, in questo caso per infortunio, e la stessa sorte toccò anche all'eventuale sostituto Josh Burkman che venne chiamato per un ulteriore rematch, di conseguenza venne chiamato in causa l'altro veterano UFC Dennis Hallman: Fitch dominò l'avversario in tutti e tre i round.
La sfida per il titolo contro Rousimar Palhares si concretizzò in dicembre: Fitch non riuscì ad essere competitivo per più di 90 secondi e finì per essere vittima di una delle classiche leve alle gambe delle quali il campione è un esperto, venendo conseguentemente sconfitto; a peggiorare le cose, lo stesso Fitch risultò positivo ad un test anti-doping effettuato prima dell'incontro.

## Risultati nelle arti marziali miste
| Risultato  | Record     | Avversario         | Metodo                               | Evento                                        | Data              | Round | Tempo | Città                        | Note                                                                                   |
| ---------- | ---------- | ------------------ | ------------------------------------ | --------------------------------------------- | ----------------- | ----- | ----- | ---------------------------- | -------------------------------------------------------------------------------------- |
| Sconfitta  | 32-8-2 (1) | Neiman Gracie      | Sottomissione (heel hook)            | Bellator 246: Archuleta vs. Mix               | 12 settembre 2020 | 2     | 4:47  | Uncasville, Stati Uniti      |                                                                                        |
| Parità     | 32-7-2 (1) | Rory MacDonald     | Pareggio (maggioritario)             | Bellator 220: MacDonald vs. Fitch             | 27 aprile 2019    | 3     | 5:00  | San Jose, Stati Uniti        | Quarto di finale del torneo per il titolo Bellator pesi welter. Incontro per il titolo |
| Vittoria   | 32-7-1 (1) | Paul Daley         | Decisione (unanime)                  | Bellator 199: Bader vs. King Mo               | 12 maggio 2018    | 3     | 5:00  | San Jose, Stati Uniti        |                                                                                        |
| Vittoria   | 31-7-1 (1) | Brian Foster       | Sottomissione (bulldog choke)        | PFL: Daytona                                  | 30 giugno 2017    | 2     | 3:12  | Daytona Beach, Stati Uniti   | Difende il titolo PFL pesi welter                                                      |
| Vittoria   | 30-7-1 (1) | Jake Shields       | Decisione (unanime)                  | WSOF 34: Gaethje vs. Firmino                  | 31 dicembre 2016  | 5     | 5:00  | New York City, Stati Uniti   | Difende il titolo WSOP pesi welter                                                     |
| Vittoria   | 29-7-1 (1) | João Zeferino      | Decisione (unanime)                  | WSOF 30: Branch vs. Starks                    | 2 aprile 2016     | 5     | 5:00  | Las Vegas, Stati Uniti       | Vince il titolo WSOP pesi welter                                                       |
| Vittoria   | 28-7-1 (1) | Yushin Okami       | Decisione (unanime)                  | WSOF 24: Fitch vs. Okami                      | 17 ottobre 2015   | 3     | 5:00  | Mashantucket, Stati Uniti    | Eliminatorie per il titolo WSOP pesi welter                                            |
| Sconfitta  | 27-7-1 (1) | Rousimar Palhares  | Sottomissione (kneebar)              | WSOF 16: Palhares vs. Fitch                   | 13 dicembre 2014  | 1     | 1:30  | Las Vegas, Stati Uniti       | Per il titolo dei Pesi Welter WSOF                                                     |
| Vittoria   | 27-6-1 (1) | Dennis Hallman     | Decisione (unanime)                  | WSOF 11: Gaethje vs. Newell                   | 5 luglio 2014     | 3     | 5:00  | Daytona Beach, Stati Uniti   |                                                                                        |
| Vittoria   | 26-6-1 (1) | Marcelo Alfaya     | Decisione (non unanime)              | WSOF 6: Burkman vs. Carl                      | 26 ottobre 2013   | 3     | 5:00  | Coral Gables, Stati Uniti    |                                                                                        |
| Sconfitta  | 25-6-1 (1) | Josh Burkman       | Sottomissione (ghigliottina)         | WSOF 3: Fitch vs. Burkman                     | 14 giugno 2013    | 1     | 0:41  | Las Vegas, Stati Uniti       | Debutto in WSOF                                                                        |
| Sconfitta  | 25-5-1 (1) | Demian Maia        | Decisione (unanime)                  | UFC 156: Aldo vs. Edgar                       | 2 febbraio 2013   | 3     | 5:00  | Las Vegas, Stati Uniti       |                                                                                        |
| Vittoria   | 25-4-1 (1) | Erick Silva        | Decisione (unanime)                  | UFC 153: Silva vs. Bonnar                     | 13 ottobre 2012   | 3     | 5:00  | Rio de Janeiro, Brasile      |                                                                                        |
| Sconfitta  | 24-4-1 (1) | Johny Hendricks    | KO (pugno)                           | UFC 141: Lesnar vs. Overeem                   | 30 dicembre 2011  | 1     | 0:12  | Las Vegas, Stati Uniti       |                                                                                        |
| Parità     | 24–3-1 (1) | B.J. Penn          | Decisione (parità)                   | UFC 127: Penn vs. Fitch                       | 27 febbraio 2011  | 3     | 5:00  | Sydney, Australia            |                                                                                        |
| Vittoria   | 24–3 (1)   | Thiago Alves       | Decisione (unanime)                  | UFC 117: Silva vs. Sonnen                     | 7 agosto 2010     | 3     | 5:00  | Oakland, Stati Uniti         |                                                                                        |
| Vittoria   | 23–3 (1)   | Ben Saunders       | Decisione (unanime)                  | UFC 111: St-Pierre vs. Hardy                  | 27 marzo 2010     | 3     | 5:00  | Newark, Stati Uniti          |                                                                                        |
| Vittoria   | 22–3 (1)   | Mike Pierce        | Decisione (unanime)                  | UFC 107: Penn vs. Sanchez                     | 12 dicembre 2009  | 3     | 5:00  | Memphis, Stati Uniti         |                                                                                        |
| Vittoria   | 21–3 (1)   | Paulo Thiago       | Decisione (unanime)                  | UFC 100                                       | 11 luglio 2009    | 3     | 5:00  | Las Vegas, Stati Uniti       |                                                                                        |
| Vittoria   | 20–3 (1)   | Akihiro Gono       | Decisione (unanime)                  | UFC 94: St-Pierre vs. Penn 2                  | 31 gennaio 2009   | 3     | 5:00  | Las Vegas, Stati Uniti       |                                                                                        |
| Sconfitta  | 19–3 (1)   | Georges St-Pierre  | Decisione (unanime)                  | UFC 87: Seek and Destroy                      | 9 agosto 2008     | 5     | 5:00  | Minneapolis, Stati Uniti     | Per il titolo dei Pesi Welter UFC                                                      |
| Vittoria   | 19–2 (1)   | Chris Wilson       | Decisione (unanime)                  | UFC 82: Pride of a Champion                   | 1º marzo 2008     | 3     | 5:00  | Columbus, Stati Uniti        |                                                                                        |
| Vittoria   | 18–2 (1)   | Diego Sanchez      | Decisione (non unanime)              | UFC 76: Knockout                              | 22 settembre 2007 | 3     | 5:00  | Anaheim, Stati Uniti         |                                                                                        |
| Vittoria   | 17–2 (1)   | Roan Carneiro      | Sottomissione (rear naked choke)     | UFC Fight Night: Stout vs Fisher              | 12 giugno 2007    | 2     | 1:07  | Hollywood, Stati Uniti       |                                                                                        |
| Vittoria   | 16–2 (1)   | Luigi Fioravanti   | Sottomissione (rear naked choke)     | UFC 68: The Uprising                          | 3 marzo 2007      | 2     | 3:05  | Columbus, Stati Uniti        |                                                                                        |
| Vittoria   | 15–2 (1)   | Kuniyoshi Hironaka | Decisione (unanime)                  | UFC 64: Unstoppable                           | 14 ottobre 2006   | 3     | 5:00  | Las Vegas, Stati Uniti       |                                                                                        |
| Vittoria   | 14–2 (1)   | Thiago Alves       | KO Tecnico (calcio da terra e pugni) | UFC Ultimate Fight Night 5                    | 28 giugno 2006    | 2     | 4:37  | Las Vegas, Stati Uniti       |                                                                                        |
| Vittoria   | 13–2 (1)   | Josh Burkman       | Sottomissione (rear naked choke)     | UFC Ultimate Fight Night 4                    | 6 aprile 2006     | 2     | 4:57  | Las Vegas, Stati Uniti       | Passa ai Pesi Welter                                                                   |
| Vittoria   | 12–2 (1)   | Brock Larson       | Decisione (unanime)                  | UFC Ultimate Fight Night 2                    | 3 ottobre 2005    | 3     | 5:00  | Las Vegas, Stati Uniti       | Debutto in UFC                                                                         |
| Vittoria   | 11–2 (1)   | Jeff Joslin        | Decisione (non unanime)              | Freedom Fight: Canada vs USA                  | 9 luglio 2005     | 3     | 5:00  | Hull, Canada                 |                                                                                        |
| Vittoria   | 10–2 (1)   | Alex Serdyukov     | KO Tecnico (pugni)                   | MMA Mexico: Day 1                             | 17 dicembre 2004  | 2     | 2:15  | Ciudad Juárez, Messico       |                                                                                        |
| Vittoria   | 9–2 (1)    | Jorge Ortiz        | Decisione (unanime)                  | MMA Mexico: Day 1                             | 17 dicembre 2004  | 3     | 5:00  | Ciudad Juárez, Messico       |                                                                                        |
| Vittoria   | 8–2 (1)    | Mike Seal          | KO Tecnico (infortunio)              | MMA Mexico: Day 1                             | 17 dicembre 2004  | 2     | 2:35  | Ciudad Juárez, Messico       |                                                                                        |
| Vittoria   | 7–2 (1)    | Kengo Ura          | Decisione (unanime)                  | Venom: First Strike                           | 18 settembre 2004 | 2     | 5:00  | Las Vegas, Stati Uniti       |                                                                                        |
| Vittoria   | 6–2 (1)    | Shonie Carter      | Sottomissione (body slam)            | Shooto USA: Warrior Spirit – Evolution        | 14 novembre 2003  | 3     | 0:41  | Las Vegas, Stati Uniti       |                                                                                        |
| Vittoria   | 5–2 (1)    | Gabe Garcia        | KO Tecnico (pugni)                   | X-1                                           | 6 settembre 2003  | 1     | 2:41  | Yokohama, Giappone           |                                                                                        |
| Vittoria   | 4–2 (1)    | Kyle Jensen        | Decisione (unanime)                  | Battleground 1: War Cry                       | 19 luglio 2003    | 3     | 5:00  | Chicago, Stati Uniti         |                                                                                        |
| No Contest | 3–2 (1)    | Solomon Hutcherson | No Contest (ferita)                  | HOOKnSHOOT: Boot Camp 1.1                     | 8 marzo 2003      | 2     |       | Evansville, Stati Uniti      |                                                                                        |
| Sconfitta  | 3–2        | Wilson Gouveia     | KO (ginocchiata)                     | HOOKnSHOOT: Absolute Fighting Championships 1 | 13 dicembre 2002  | 1     | 3:38  | Fort Lauderdale, Stati Uniti |                                                                                        |
| Vittoria   | 3–1        | Eric Tix           | KO (pugno)                           | Ultimate Wrestling                            | 7 settembre 2002  | 1     | 0:07  | Fridley, Stati Uniti         |                                                                                        |
| Vittoria   | 2–1        | Dan Hart           | Sottomissione (ghigliottina)         | Ultimate Wrestling                            | 7 settembre 2002  | 1     | 1:14  | Fridley, Stati Uniti         |                                                                                        |
| Vittoria   | 1–1        | Felix Alvarez      | KO (pugno)                           | MMA - Cuando Hierve la Sangre                 | 31 agosto 2002    | 1     | 0:10  | Monterrey, Messico           |                                                                                        |
| Sconfitta  | 0–1        | Mike Pyle          | Sottomissione (rear naked choke)     | RFC 1: The Beginning                          | 13 luglio 2002    | 1     | 2:35  | Las Vegas, Stati Uniti       |                                                                                        |